# Inez Fung
Pour les articles homonymes, voir Fung.
Inez Fung (chinois simplifié : 馮又嫦), née le 11 avril 1949 à Hong Kong, est une climatologue et professeure de sciences atmosphériques d'origine hongkongaise. Elle travaille au département des sciences de la Terre et des planètes et au département des sciences de l'environnement, de la politique et de la gestion à l'université de Californie à Berkeley. Elle est également co-directrice de l'Institut de l'environnement dans cette même université.
Elle est membre de l'Académie nationale des sciences des États-Unis, de l'Union américaine de géophysique et de l'American Meteorological Society.

## Biographie

### Enfance et éducation
Inez Fung est née et a grandi à Hong Kong, elle est diplômée de King's College de Hong Kong, en 1967. Après avoir obtenu son diplôme, elle part aux États-Unis et s'inscrit au Utica College dans l'État de New York. Fung entre ensuite au Massachusetts Institute of Technology, et obtient son Baccalauréat ès sciences en mathématiques appliquées, en 1971.
En 1977, elle soutient sa thèse de doctorat sous la direction de Jule Gregory Charney sur « L'organisation des bandes de précipitations spiralées dans un ouragan », pour lequel elle remporte le prix C. G. Rossby pour la meilleure thèse de l'année,. Elle devient alors la deuxième femme à obtenir  un doctorat en météorologie au MIT.

### Carrière
En 1997, elle  rejoint l'Académie nationale des sciences des États-Unis où elle  travaille comme associée de recherche jusqu'en 1979, avant de rejoindre le Lamont-Doherty Earth Observatory à l'université Columbia, un poste qu'elle occupe  jusqu'en 1986, où elle est promue au poste d'adjointe associée de la recherche scientifique à l'Observatoire,.
En 1986, elle est engagée comme chercheuse en physique de la au Goddard Institute for Space Studies de la NASA. Cette même année, elle  est nommée membre du comité de recherche sur le climat par le Conseil national de la recherche et l'Académie nationale des sciences jusqu'en 1989.
Elle est rédactrice en chef adjointe du Journal of Climate de 1988 à 1989, et rédactrice en chef du journal de 1996 à 1998. Au printemps 1988, Fung est nommée professeure associée à l'Institut d'études environnementales à l'université de Washington. De 1989 à 1993, elle est professeure adjointe au département de mathématiques appliquées à l'université Columbia. En 1993, Fung est promue scientifique principale adjointe du Lamont-Doherty Earth Observatory de l'université Columbia et rejoint l'université de Victoria au Canada en tant que professeure à l'École des sciences de la Terre et de la mer. En 1998, Elle quitte l'université de Victoria et le centre Goddard de la NASA pour rejoindre l'université de Californie à Berkeley.
Depuis lors, elle a effectué de nombreux travaux sur la modélisation du climat, les cycles biogéochimiques et le changement climatique. Elle est l'une des contributrices du 3e et 4e rapport d’évaluation du groupe d'experts intergouvernemental sur l'évolution du climat (en 2001 et 2007).
En 2006, elle se joint à 17 autres scientifiques du climat pour déposer un mémoire d'amicus curiae lors de l'arrêt Massachusetts v. Environmental Protection Agency. Elle appuie l'Agence américaine de protection de l’environnement, devant la Cour suprême des États-Unis, à propos de la nécessité de réguler les émissions de dioxyde de carbone.

## Vie personnelle
Fung vit à Berkeley, en Californie et est mariée à l'océanographe Jim Bishop, professeur à l'université de Californie à Berkeley.

## Distinctions et honneurs
- 1977 : prix C. G. de Rossby pour la qualité exceptionnelle de thèse de l'année par le département de la météorologie du Massachusetts Institute of Technology[3]
- 1987-1993 : prix des pairs du Goddard Institute for Space Studies de la NASA[10]
- 1989 : NASA Exceptional Scientific Achievement Medal [11]
- 1990-1997 : prix de la publication la plus précieuse du Goddard Institute for Space Studies de la NASA
- 1991 : prix de l'auteur distingué par l'Agence américaine d'observation océanique et atmosphérique [12]
- 1997 à 2002 : membre des scientifiques principaux du centre Goddard de la NASA et Senior Fellow
- 2002 : conférencières du Henry W. Kendall Memorial sur le changement climatique à l'Institut de Technologie du Massachusetts[13]
- 2004 : médaille Roger Revelle, de l'Union américaine de géophysique[14]
- 2005 : nommée parmi les 50 scientifiques de l'année par le magazine Scientific American[15]
- 2007 : prix du modèle climatique du National Center for Atmospheric Research[16]